# Askia

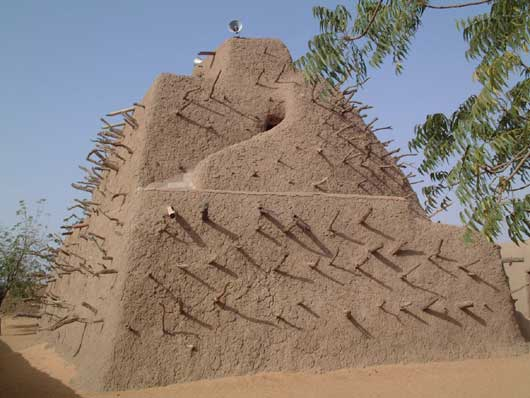
Tumba de barro donde está enterrado Askia mohammed Ture.

Askia fue el título de los gobernantes del Imperio songhai o Dinastía Askia de Gao, fundada en 1493 por Muhammad Toure. Éste derrotó en una sangrienta batalla a Abu Kebr, hijo de su hermano Sonni Alí. Una hija de Sunni Ali le dio a Toure el nombre de "Askia", que significa "despojador". Toure adoptó el nombre como título de su nueva dinastía.
- Askia Mohammed Ture el Grande: 1493-1528
- Askia Musa: 1528-1531
- Askia Mohámmad Benkan: 1531-1537
- Askia Isma'il: 1537-1539
- Askia Ishaq I: 1539-1549
- Askia Daúd a.k.a. Askia Dawud: 1549-1582
- Askia Al-Hach: 1582-1586
- Askia Mohámmed Bana: 1586-1588
- Askia Ishaq II: 1588-1591

En 1591 se produce la derrota del Imperio songhai por una expedición de conquista marroquí.
- Datos: Q731557